# Musée Marmottan Monet

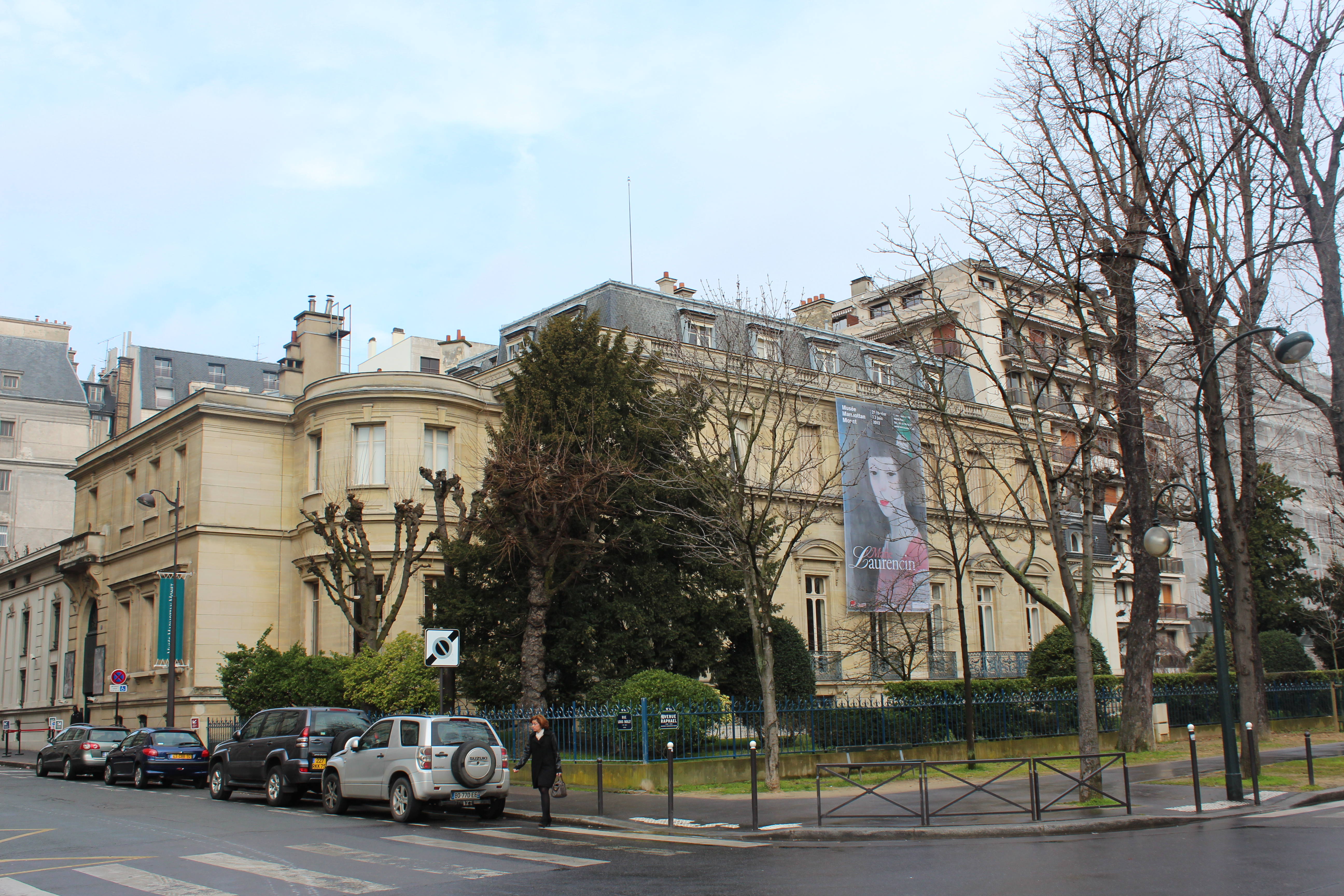
Musée Marmottan Monet, 2013

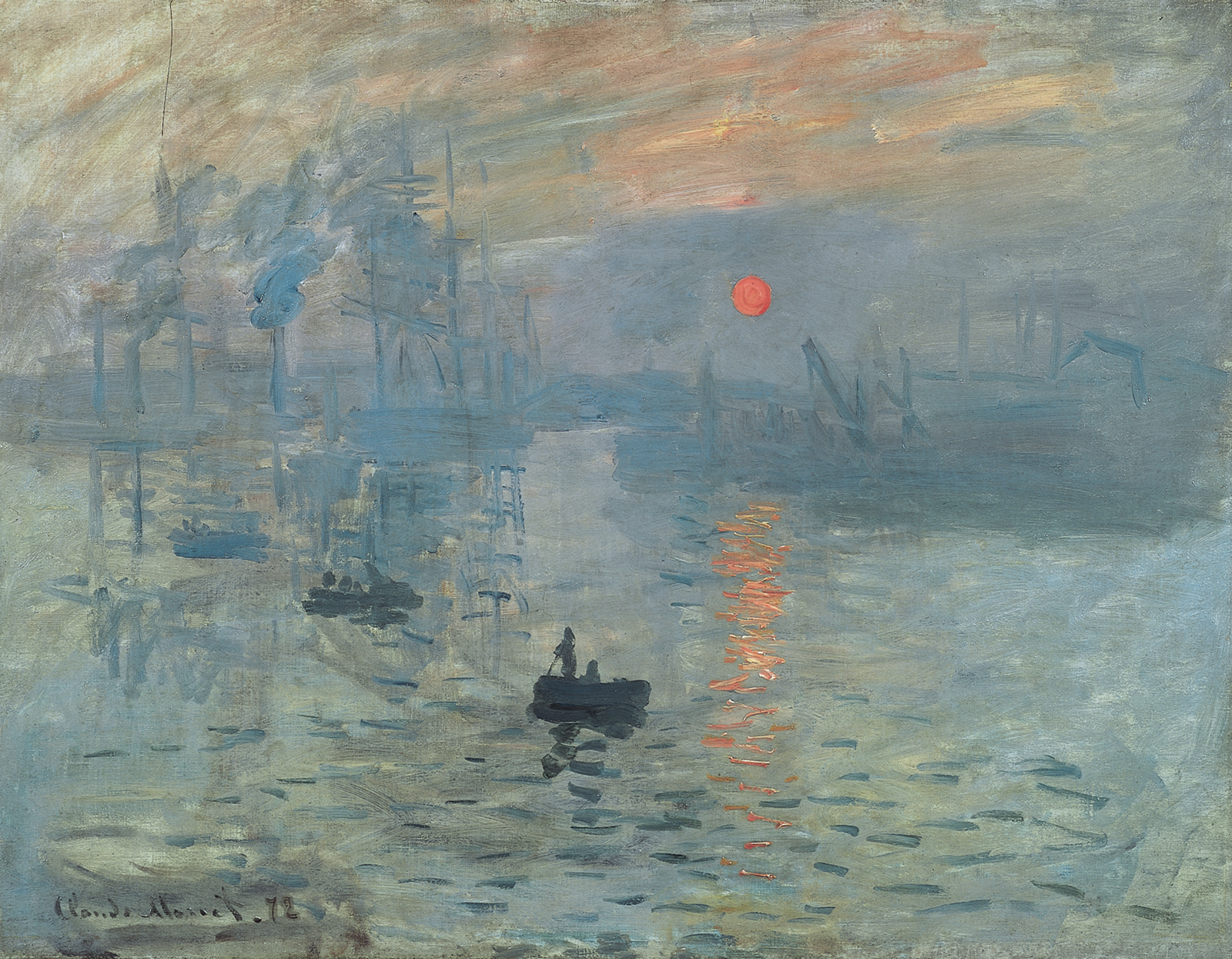
Claude Monet:
Impression, soleil levant

Das Musée Marmottan Monet (auch Musée Marmottan) ist ein Kunstmuseum im 16. Arrondissement von Paris. Das zur Académie des beaux-arts gehörende Museum ist aus verschiedenen Privatsammlungen hervorgegangen und befindet sich in einer Stadtvilla aus dem 19. Jahrhundert in der Nähe des Bois de Boulogne. Es beherbergt die größte Sammlung mit Werken des Malers Claude Monet, wozu auch das Gemälde Impression, soleil levant gehört, wovon sich die Bezeichnung der Kunstrichtung Impressionismus ableitet.

## Geschichte
An der Stelle des heutigen Museums stand ursprünglich das Jagdhaus des François Christophe Edmond Kellermann, duc de Valmy. 1882 erwarb Jules Marmottan das Anwesen, starb jedoch bereits im Folgejahr. Sein Sohn Paul Marmottan erbte das Gebäude und ließ es in ein vornehmes Stadthaus umbauen. Paul Marmottan bewohnte das Haus und brachte hierin seine stetig wachsende Sammlung mit Möbeln und Kunst aus napoleonischer Zeit unter. Zusammen mit den von seinem Vater geerbten Kunstwerken der Renaissance hinterließ er bei seinem Tod 1932 seinen gesamten Besitz der Académie des beaux-arts, die 1934 das Haus als Museum eröffnete.
Die große Sammlung mit impressionistischer Malerei begann 1957 mit der Stiftung von Victorine Donop de Monchy. Ihr Vater, Georges de Bellio, war der Arzt von Édouard Manet, Claude Monet, Camille Pissarro, Alfred Sisley und Pierre-Auguste Renoir und trug als einer der Ersten eine Sammlung mit ihren Werken zusammen. Höhepunkt dieser Sammlung ist Monets Impression, soleil levant. Michel Monet, der Sohn von Claude Monet, stiftete 1966 eine umfangreiche Werkgruppe mit Arbeiten seines Vaters. Für die mit 80 Gemälden inzwischen weltweit größte Monetsammlung wurde eigens ein unterirdischer Ausstellungsbereich geschaffen.
1980 kamen dann aus der Sammlung Daniel Wildensteins, des Herausgebers von Monets Werkverzeichnis, 228 mittelalterliche Miniaturen ins Museum, bevor es Mitte der achtziger Jahre zum Tiefpunkt in der musealen Entwicklung kam. Am 27. Oktober 1985 ereignete sich ein spektakulärer Kunstraub, als bewaffnete Räuber während der Öffnungszeiten des Museums Monets Gemälde Impression, soleil levant und acht weitere seiner Werke stahlen. Die Bilder sind erst fünf Jahre später wiedergefunden worden.
Die Erben der Malerin Berthe Morisot, Denis und Annie Rouart, stifteten dem Museum 1996 weitere Bilder des Impressionismus. Neben zahlreichen Werken von Berthe Morisot kamen so auch einige Arbeiten von Édouard Manet, Edgar Degas und Pierre-Auguste Renoir ins Museum.

## Galerie

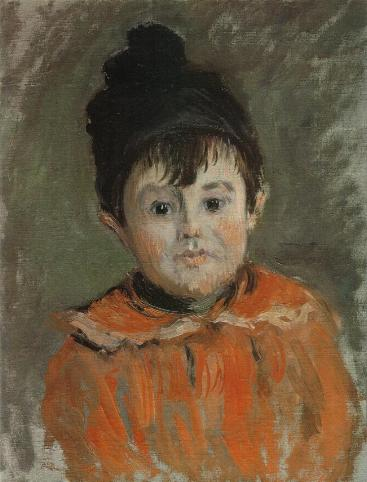
Claude Monet: Michel Monet au bonnet à pompon
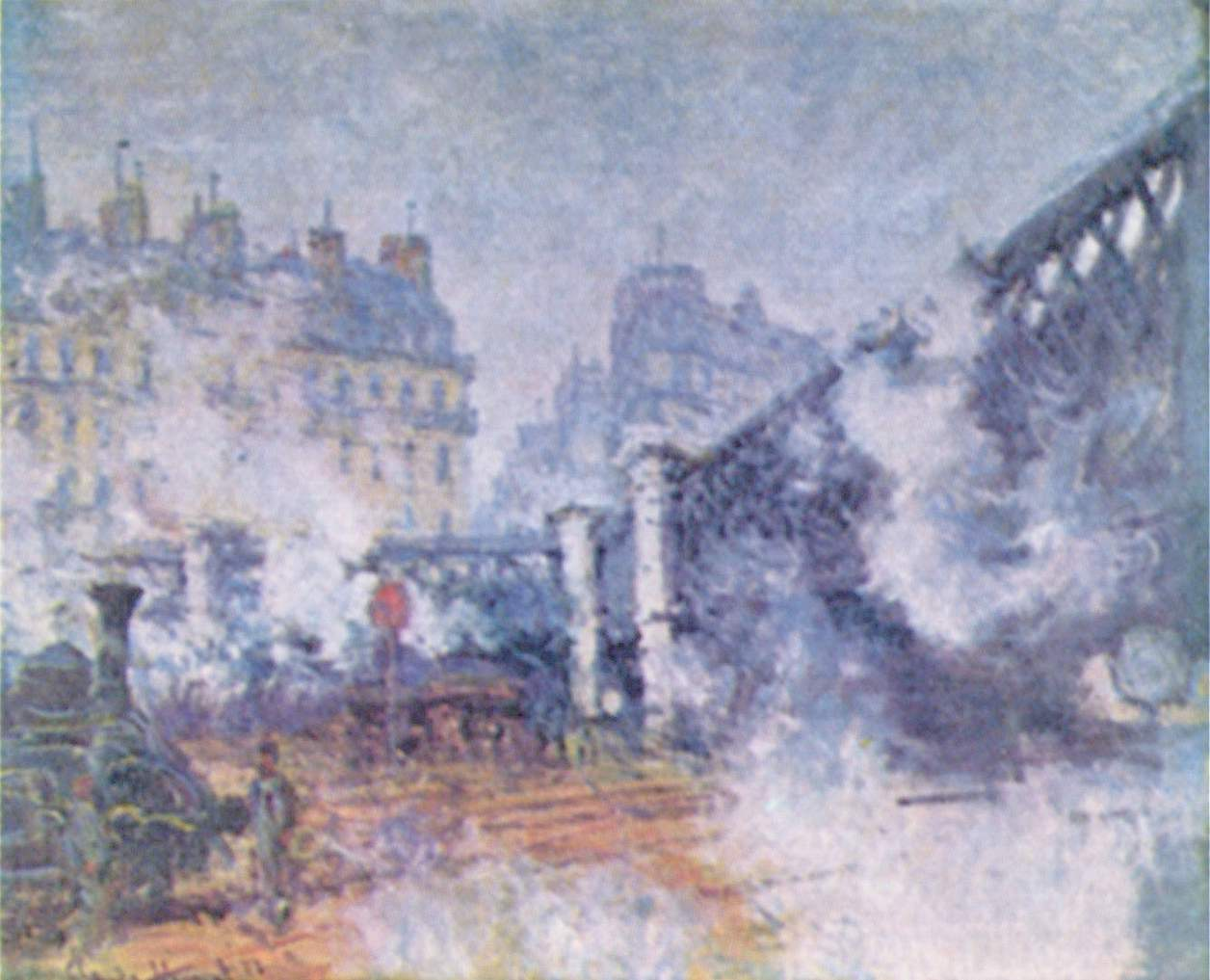
Claude Monet: Gare Saint Lazare
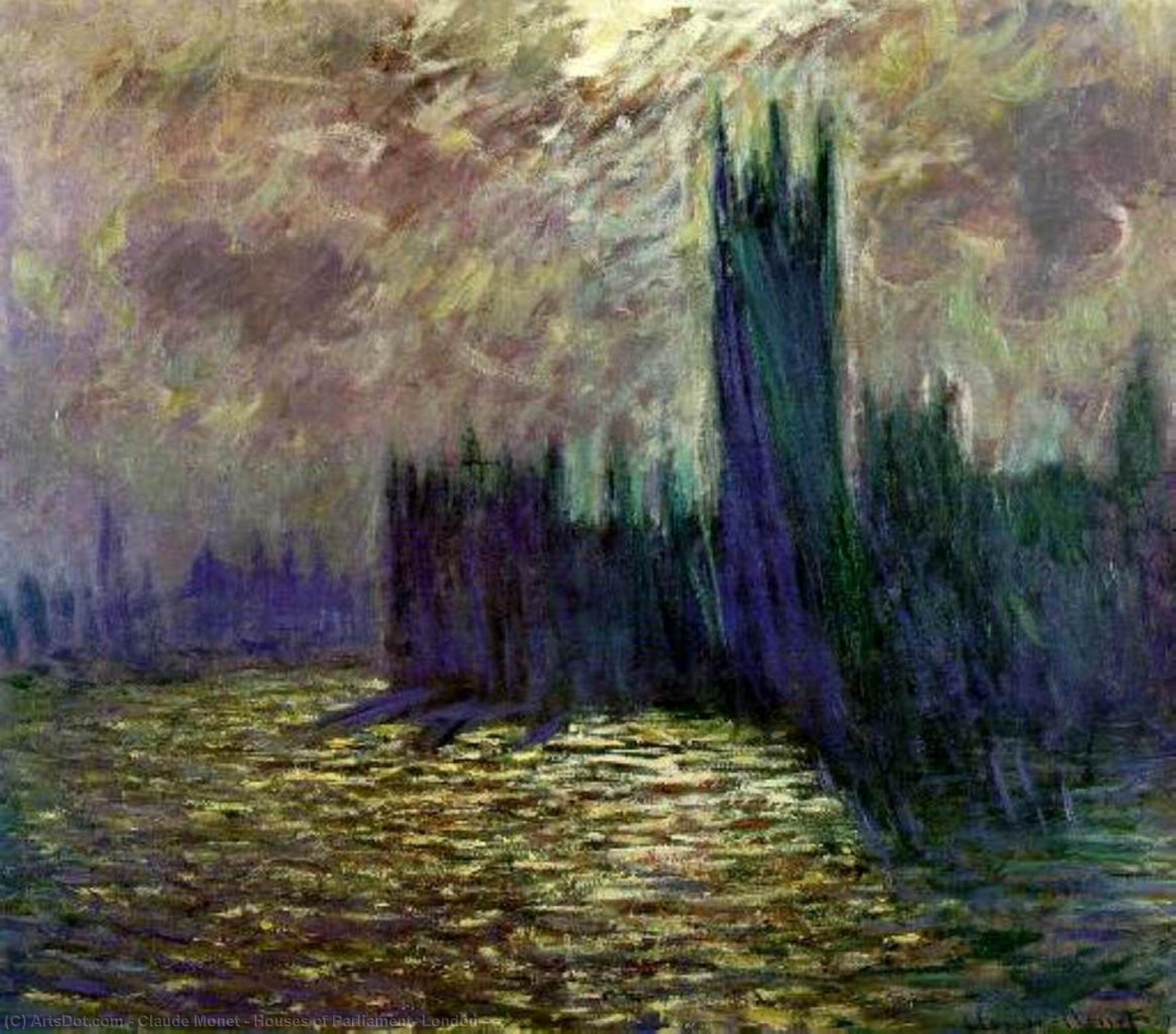
Claude Monet: Houses of Parliament
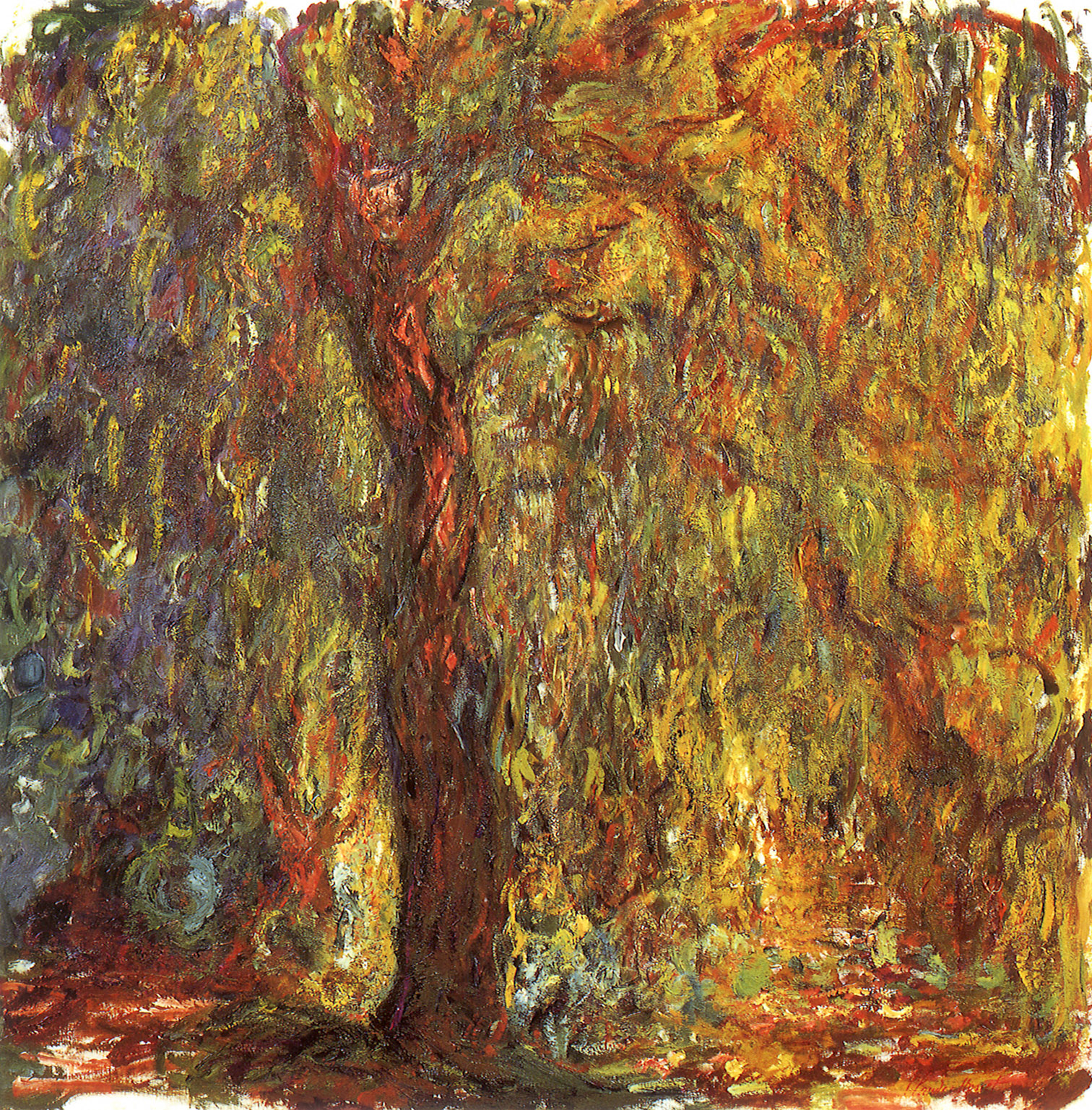
Claude Monet: Saule pleureur
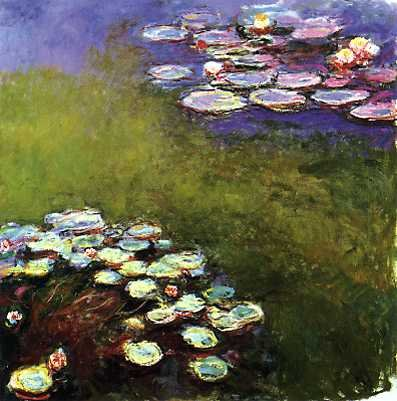
Claude Monet: Nympheas
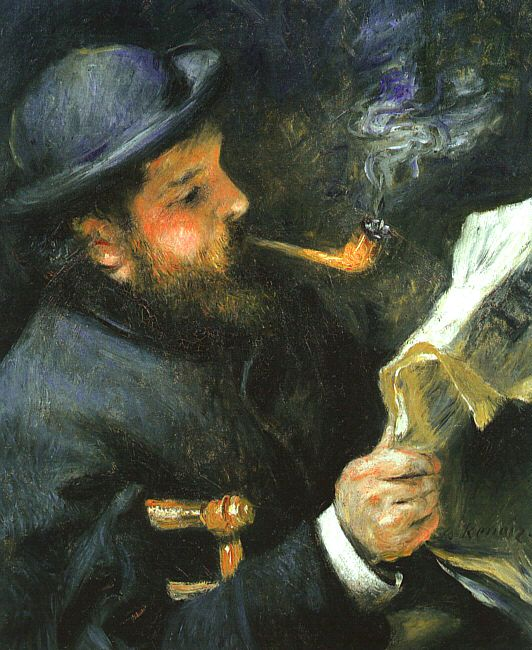
Auguste Renoir: Porträt Claude Monet
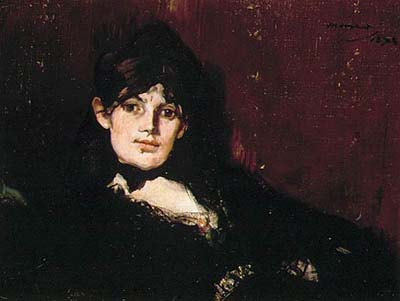
Edouard Manet: Porträt Berthe Morisot
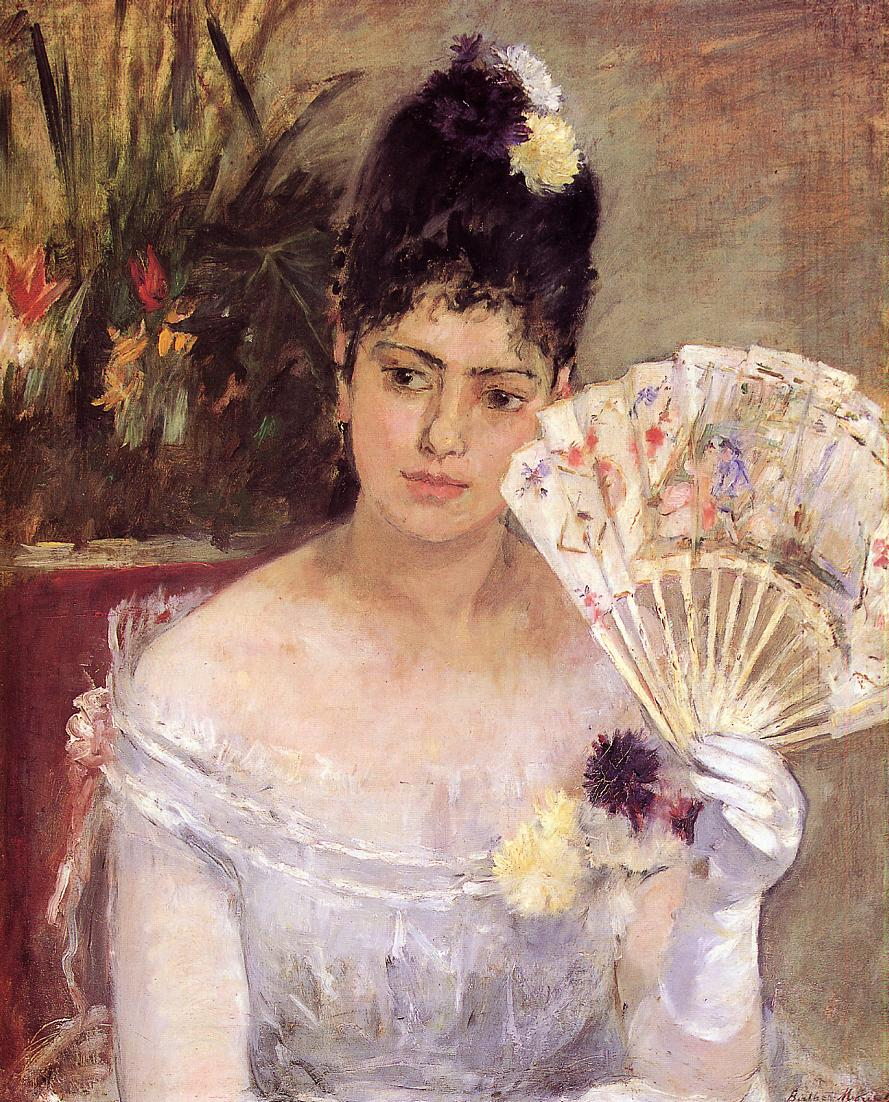
Berthe Morisot: Jeune fille au bal